# 333055 Liang
333055 Liang è un asteroide della fascia principale. Scoperto nel 2007, presenta un'orbita caratterizzata da un semiasse maggiore pari a 2,625755 UA e da un'eccentricità di 0,073807, inclinata di 1,231480° rispetto all'eclittica.